# Droomvlucht
Droomvlucht (deutsch: Traumflug) ist ein 1993 eröffneter Dark Ride im niederländischen Freizeitpark Efteling.
In der Themenfahrt fahren auf einer Strecke von 425 Metern Hängegondeln an verschiedenen märchenhaften oder traumartigen Szenen mit Wäldern, Schlössern, Feen, Elfen, Trollen und anderen Märchenwesen vorbei. Obwohl bei Droomvlucht keine durchgängige Geschichte erzählt wird und sich die verschiedenen Szenen nur lose aneinanderreihen, ist Droomvlucht nach eigenen Angaben die meistbesuchte und beliebteste Attraktion in Efteling.
Das Fahrsystem von Droomvlucht wurde von der Firma Trans Lift, einem englischen Hersteller für Fördertechnik, geliefert. Durch die technischen Probleme, die es bei Inbetriebnahme mit dem Fahrsystem gab, verzögerte sich die eigentlich für 1992, zum 40. Geburtstag des Parks, geplante Eröffnung um ein Jahr. Diese Misere markierte auch das Ende des Herstellers. Die Gondeln für drei bis vier Personen (drei Erwachsene oder zwei Erwachsene und zwei Kinder) fahren unter einer an Achterbahnschienen erinnernden Schienenkonstruktion. Jeweils zwei Gondeln sind zu einem Zug gekoppelt und haben einen eigenen Elektromotor-Antrieb, der verschiedene Geschwindigkeiten ermöglicht. In der Station fahren die Gondelzüge langsam parallel zu Laufbändern, was das Ein- und Aussteigen ermöglicht. Ein- und Ausstiegsbereich sind getrennt voneinander, liegen sich aber, verbunden mit einer Kurve, direkt gegenüber. Die Gondeln können an ihrer Aufhängung gedreht werden, sodass eine Ausrichtung auf die jeweils rechts oder links der Fahrstrecke liegenden Szenen möglich ist.
Die Gestaltung der Themenfahrt übernahm Ton van de Ven, Wim Dresens entwickelte das Beleuchtungsdesign.
Für die verschiedenen Szenen wurden insgesamt sechs Musikstücke von Ruud Bos, der auch die Musik für weitere Attraktionen wie Fata Morgana, Villa Volta und Vogel Rok in Efteling schrieb, komponiert. Es handelt sich dabei jeweils um Variationen zu einem Thema. Gemeinsam mit anderen Kompositionen sind fünf der Stücke im Park auf verschiedenen CDs erhältlich.
Die ursprüngliche im Stil der Fahrt mit vielen künstlichen Blumen gestaltete Halle für die Warteschlange erwies sich schon bald als zu klein. So wurde 1996 ein im Freien liegender, größerer, allerdings nicht thematisierter Wartebereich eingeführt. Der alte Bereich wird weiterhin für Veranstaltungen genutzt.
Im Rahmen einer Erweiterung wurde Anfang 2010 die hintere, bislang vom Park aus nicht sichtbare Außenfassade von Droomvlucht neu gestaltet und das Dach mit einer Kuppel versehen.
Am 25. November 2013 wurde Droomvlucht nach 3 Monaten Umbauzeit wieder eröffnet. Laut Park soll die Attraktion damit für die nächsten 20 Jahre fit gemacht werden. Es wurde auch der Eingangsbereich verändert thematisiert, der schon längere Zeit wegen seines verbesserungswürdigen Aussehens in der Kritik stand.
Im Inneren der Attraktion wurden auch technische Änderungen durchgeführt, so wurden z. B. die Lampen durch LED-Leuchten ersetzt und einige Szenen überarbeitet.

## Fahrtbeschreibung

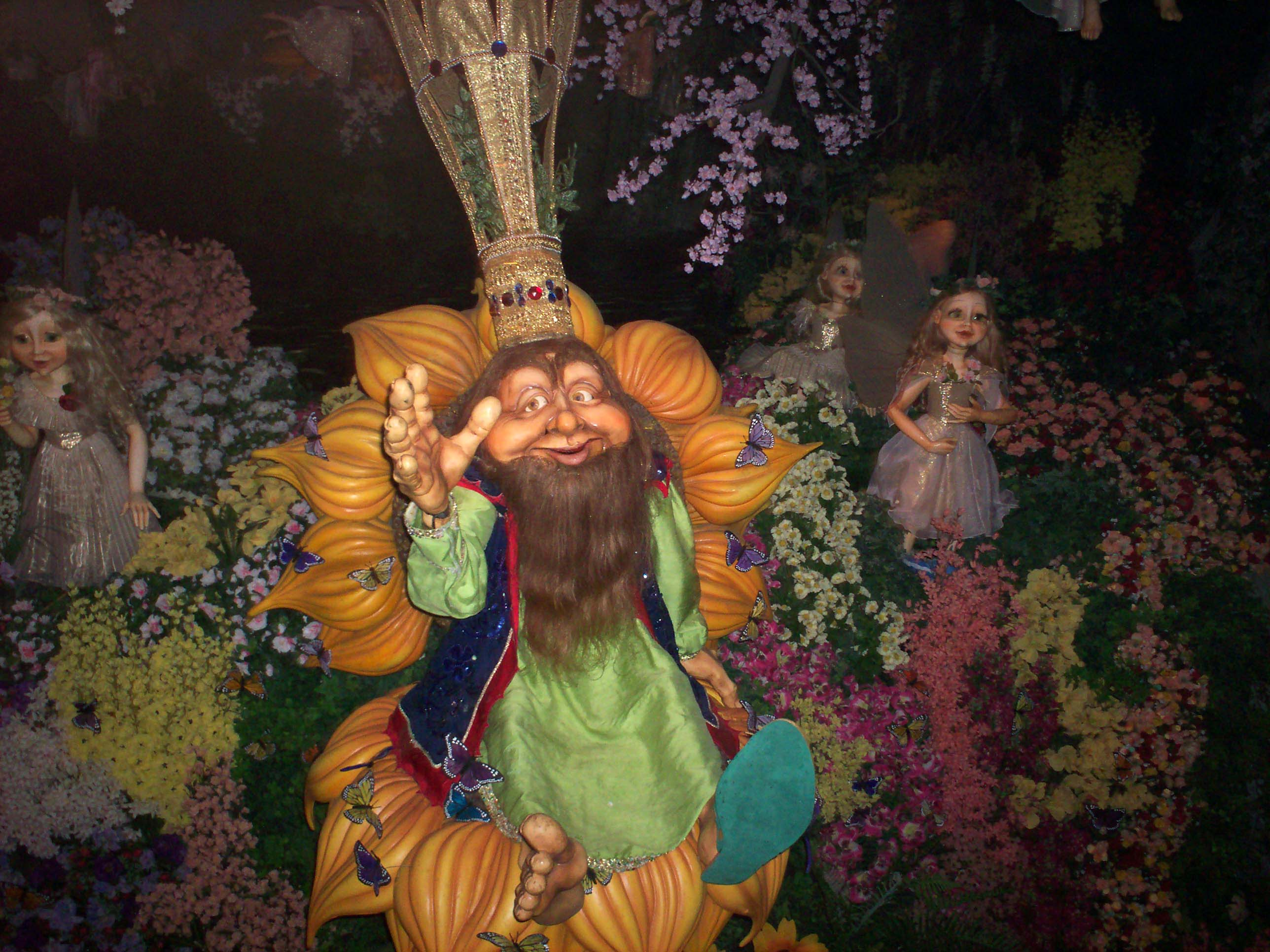
Der Elfenkönig

Nach dem Verlassen der Station fahren die Gondeln zunächst bei ruhiger Musik bergan ins Dunkle hinein. Die erste Szene zeigt das „Reich der Schlösser“ (Kastelenrijk). Verschieden große Modelle von Burgen und Schlössern im gotisch anmutenden Stil stehen auf künstlichen Felsen über Wasserfällen und Nebel. Einige der Schlösser sind beweglich und wiegen sich hin und her, bei einigen bewegen sich nur die Türme.
Die nächste Szene ist der „Wald der Wunder“ (Wonderwoud). Hier geht die Fahrt vorbei an einem Wald belebt mit Animatronics von Elfen, Mischwesen aus Faun und Satyr sowie Einhörnern. In einem kleinen Teich sieht man eines der Faunwesen baden.
Weiter geht es in den „Elfengarten“ (Elfentuin), dieser erscheint als Waldlichtung, alles ist bunt mit Blumen geschmückt. Einige der Elfenfiguren scheinen umherzufliegen, andere sitzen in den Bäumen oder auf Schaukeln und scheinen zu singen oder zu musizieren. Am Ende der Szene winkt Oberon der Elfenkönig und sein Gefolge den Fahrgästen zu. Auch diverse Tiere, wie Rehe und Kaninchen, sind zu sehen. In der Szene kommen Duftstoffe mit Blütengeruch zum Einsatz.
Es schließt sich ein Korridor an, der mit Lichtpunkten als „Sternentunnel“ gestaltet, zur nächsten Szene, den Himmelsburgen (Hemelburchten), überleitet. Dort umkreisen sich, vor einem Sternenhimmel scheinbar schwebend, verschiedene aufgehängte „Monde“ oder „Planeten“, auf denen sich Städte und Burgen befinden.
Den Höhepunkt der Fahrt, sowohl dramaturgisch als auch physikalisch in 13 Metern Höhe, bietet der sich anschließende „Zompenwoud“. Um den künstlichen Wald in einer 17 Meter hohen Halle fahren die Gondeln in einer 17 Meter durchmessenden Spirale mit bis zu 18 km/h in drei vollen Umrundungen hinab. Am Boden des Waldes baden einige Trollfiguren im scheinbar ständig fallenden Regen. Das Licht in dieser Szene entspricht dem eines regnerischen Tages.
Den Abschluss bildet ein Tunnel, in dem einige weitere Trolle und Elfen die Fahrgäste verabschieden, bevor die Gondeln durch Sprühnebel zurück in die Station fahren.
An die Station schließt sich im selben Raum ein kleines Restaurant und ein Souvenirshop an, durch den das Gebäude auch wieder verlassen wird.

## Brand
Am 30. April 2007 kam es zu einem kleinen Brand, ausgelöst durch einen Kurzschluss in einem Stromkasten zwischen zwei Gondeln. Alle Passagiere konnten unverletzt aus der Attraktion befreit werden, nur wenige hatten leichte Beeinträchtigungen durch den entstandenen Rauch. Trotz schnellen Eingreifens der Feuerwehr dauerte es eine Stunde und zwanzig Minuten, bis die letzten acht Fahrgäste aus ihren Gondeln, die an einer schwer zugänglichen Stelle in der Spirale der letzten Szene stehen geblieben waren, gerettet werden konnten.